# Danh sách di sản thế giới tại Trung Quốc
Kể từ khi Cộng hòa Nhân dân Trung Hoa tham gia Công ước về Bảo vệ Di sản Văn hóa và Thiên nhiên Thế giới vào ngày 22 tháng 11 năm 1985 đến nay, Tổ chức Giáo dục, Khoa học và Văn hóa Liên Hợp Quốc (UNESCO) đã phê chuẩn đưa 57 di sản của Trung Quốc vào danh mục Di sản thế giới. Trong số 57 di sản thế giới tại Trung Quốc, có 15 di sản tự nhiên, 40 di sản văn hóa, và 4 di sản hỗn hợp. Số di sản thế giới của Trung Quốc hiện nhiều thứ hai thế giới chỉ sau Ý với 60 di sản. Thủ đô Bắc Kinh có tới 7 Di sản thế giới, là thành thị có số lượng di sản nhiều nhất thế giới.
Danh sách di sản dưới đây được sắp xếp theo thời điểm được liệt vào danh mục di sản thế giới. Trong danh sách, N thể hiện di sản tự nhiên, C thể hiện di sản văn hóa, còn NC thể hiện di sản hỗn hợp. Trong số các tỉnh, khu tự trị, trực hạt thị và khu hành chính đặc biệt của Cộng hòa Nhân dân Trung Hoa, các địa phương Hắc Long Giang, Hải Nam, Thượng Hải và Hồng Kông không có di sản thế giới nào, (địa khu Đài Loan cũng không có di sản thế giới nào).

## Bản đồ
Dưới đây là bản đồ phân bố di sản thế giới tại Trung Quốc

## Danh sách
| Thứ tự | Tên trong danh mục                                                              | Hình ảnh | Loại di sản | Tiêu chí                                               | Năm được phê chuẩn                                     | Phê chuẩn mở rộng                                                    | Địa phương |
| 1      | Thái Sơn                                                                        |          | Hỗn hợp     | Thiên nhiên (iii) Văn hóa (i) (ii) (iii) (iv) (v) (vi) | 1987                                                   |                                                                      | Thái An, Sơn Đông |
| 2      | Trường Thành                                                                    |          | Văn hóa     | Văn hóa (i) (ii) (iii) (iv) (vi)                       | 1987                                                   |                                                                      | Nằm trên 17 tỉnh, thành, khu tự trị, bao gồm: Liêu Ninh, Cát Lâm, Hà Bắc, Bắc Kinh, Thiên Tân, Sơn Tây, Nội Mông, Thiểm Tây, Ninh Hạ, Cam Túc, Tân Cương, Sơn Đông, Hà Nam, Hồ Bắc, Hồ Nam, Tứ Xuyên, Thanh Hải. |
| 3      | Cung điện hoàng gia Minh-Thanh tại Bắc Kinh và Thẩm Dương                       |          | Văn hóa     | Văn hóa (i) (ii) (iii) (iv)                            | 1987 (Cố cung Bắc Kinh)                                | 2004 (Cố cung Thẩm Dương)                                            | Đông Thành, Bắc Kinh Thẩm Dương, Liêu Ninh |
| 4      | Hang Mạc Cao                                                                    |          | Văn hóa     | Văn hóa (i) (ii) (iii) (iv) (v) (vi)                   | 1987                                                   |                                                                      | Đôn Hoàng, Cam Túc |
| 5      | Lăng mộ Tần Thủy Hoàng                                                          |          | Văn hóa     | Văn hóa (i) (iii) (iv) (vi)                            | 1987                                                   |                                                                      | Tây An, Thiểm Tây |
| 6      | Di chỉ người Bắc Kinh tại Chu Khẩu Điếm                                         |          | Thiên nhiên | Thiên nhiên (iii) (vi)                                 | 1987                                                   |                                                                      | Phòng Sơn, Bắc Kinh |
| 7      | Hoàng Sơn                                                                       |          | Hỗn hợp     | Văn hóa (iii) (iv) Thiên nhiên (ii)                    | 1990                                                   |                                                                      | Hoàng Sơn, An Huy |
| 8      | Khu thắng cảnh Cửu Trại Câu                                                     |          | Thiên nhiên | Thiên nhiên (iii)                                      | 1992                                                   |                                                                      | Cửu Trại Câu, Tứ Xuyên |
| 9      | Khu thắng cảnh Hoàng Long                                                       |          | Thiên nhiên | Thiên nhiên (iii)                                      | 1992                                                   |                                                                      | Tùng Phan, Tứ Xuyên |
| 10     | Khu thắng cảnh Vũ Lăng Nguyên                                                   |          | Thiên nhiên | Thiên nhiên (iii)                                      | 1992                                                   |                                                                      | Trương Gia Giới, Hồ Nam |
| 11     | Tị Thử Sơn Trang                                                                |          | Văn hóa     | Văn hóa (ii) (iv)                                      | 1994                                                   |                                                                      | Thừa Đức, Hà Bắc |
| 12     | Đền thờ, nghĩa trang của Khổng Tử và Dinh thự của gia tộc họ Khổng tại Khúc Phụ |          | Văn hóa     | Văn hóa (i) (iv) (vi)                                  | 1994                                                   |                                                                      | Khúc Phụ, Sơn Đông |
| 13     | Quần thể kiến trúc cổ núi Võ Đang                                               |          | Văn hóa     | Văn hóa (i) (ii) (vi)                                  | 1994                                                   |                                                                      | Đan Giang Khẩu, Hồ Bắc |
| 14     | Quần thể kiến trúc lịch sử cung điện Potala tại Lhasa                           |          | Văn hóa     | Văn hóa (i) (iv) (vi)                                  | 1994 (cung Potala)                                     | 2000 (chùa Đại Chiêu) 2001 (Norbulingka)                             | Lhasa, Tây Tạng |
| 15     | Lư Sơn                                                                          |          | Văn hóa     | Văn hóa (ii) (iii) (iv) (vi)                           | 1996                                                   |                                                                      | Cửu Giang, Giang Tây |
| 16     | Khu phong cảnh Nga Mi Sơn (bao gồm Lạc Sơn Đại Phật)                            |          | Hỗn hợp     | Thiên nhiên (iv) Văn hóa (iv) (vi)                     | 1996                                                   |                                                                      | Lạc Sơn, Tứ Xuyên (bao gồm Nga Mi Sơn) |
| 17     | Thành cổ Lệ Giang                                                               |          | Văn hóa     | Văn hóa (ii) (iv) (v)                                  | 1997                                                   |                                                                      | Lệ Giang, Vân Nam |
| 18     | Thành cổ Bình Dao                                                               |          | Văn hóa     | Văn hóa (ii) (iii) (iv)                                | 1997                                                   |                                                                      | Bình Dao, Sơn Tây |
| 19     | Tô Châu Viên Lâm                                                                |          | Văn hóa     | Văn hóa (i) (ii) (iii) (iv) (v)                        | 1997                                                   | 2000                                                                 | Tô Châu, Giang Tô |
| 20     | Di Hòa Viên                                                                     |          | Văn hóa     | Văn hóa (i) (ii) (iii)                                 | 1998                                                   |                                                                      | Hải Điến, Bắc Kinh |
| 21     | Thiên Đàn                                                                       |          | Văn hóa     | Văn hóa (i) (ii) (iii)                                 | 1998                                                   |                                                                      | Đông Thành, Bắc Kinh |
| 22     | Tượng khắc đá Đại Túc                                                           |          | Văn hóa     | Văn hóa (i) (ii) (iii)                                 | 1999                                                   |                                                                      | Đại Túc, Trùng Khánh |
| 23     | Vũ Di Sơn                                                                       |          | Hỗn hợp     | Thiên nhiên (iii) (iv) Văn hóa (iii) (vi)              | 1999                                                   |                                                                      | Vũ Di Sơn, Phúc Kiến |
| 24     | Thanh Thành Sơn và Đô Giang Yển                                                 |          | Văn hóa     | Văn hóa (ii) (iv) (vi)                                 | 2000                                                   |                                                                      | Đô Giang Yển, Tứ Xuyên |
| 25     | Hoàn Nam cổ thôn: Tây Đệ, Hoành thôn                                            |          | Văn hóa     | Văn hóa (iii) (iv) (v)                                 | 2000                                                   |                                                                      | Y huyện, An Huy |
| 26     | Hang đá Long Môn                                                                |          | Văn hóa     | Văn hóa (i) (ii) (iii)                                 | 2000                                                   |                                                                      | Lạc Dương, Hà Nam |
| 27     | Lăng tẩm hoàng gia Minh-Thanh                                                   |          | Văn hóa     | Văn hóa (i) (ii) (iii) (iv) (vi)                       | 2000 (Minh Hiển lăng, Thanh Đông lăng, Thanh Tây lăng) | 2003 (Minh Hiếu lăng, Minh Thập Tam lăng) 2004 (Thịnh Kinh Tam lăng) | Chung Tường, Hồ Bắc Tuân Hóa, Hà Bắc Dịch huyện, Hà Bắc Nam Kinh, Giang Tô Xương Bình, Bắc Kinh Thẩm Dương & Tân Tân, Liêu Ninh                                                                                  |
| 28     | Hang đá Vân Cương                                                               |          | Văn hóa     | Văn hóa (i) (ii) (iii) (iv)                            | 2001                                                   |                                                                      | Đại Đồng, Sơn Tây |
| 29     | Tam Giang Tịnh Lưu                                                              |          | Thiên nhiên | Thiên nhiên (i) (ii) (iii) (iv)                        | 2003                                                   |                                                                      | Lệ Giang, Địch Khánh và Nộ Giang thuộc Vân Nam |
| 30     | Kinh thành và lăng mộ Cao Câu Ly                                                |          | Văn hóa     | Văn hóa (i) (ii) (iii) (iv) (v)                        | 2004                                                   |                                                                      | Tập An, Cát Lâm và Hoàn Nhân, Liêu Ninh |
| 31     | Khu lịch sử Ma Cao                                                              |          | Văn hóa     | Văn hóa (ii) (iii) (iv) (vi)                           | 2005                                                   |                                                                      | Ma Cao |
| 32     | Khu bảo tồn Gấu Trúc Lớn tại Tứ Xuyên                                           |          | Thiên nhiên | Thiên nhiên (x)                                        | 2006                                                   |                                                                      | Thành Đô, A Bá, Nhã An, Cam Tư thuộc Tứ Xuyên |
| 33     | Ân Khư                                                                          |          | Văn hóa     | Văn hóa (ii)(iii)(iv)(vi)                              | 2006                                                   |                                                                      | An Dương, Hà Nam |
| 34     | Carxtơ Nam Trung Quốc                                                           |          | Thiên nhiên | Thiên nhiên (vii)(viii)(ix)(x)                         | 2007                                                   |                                                                      | Thạch Lâm, Vân Nam Lệ Ba, Quý Châu Vũ Long, Trùng Khánh |
| 35     | Khai Bình Điêu Lâu                                                              |          | Văn hóa     | Văn hóa (ii)(iii)(iv)                                  | 2007                                                   |                                                                      | Khai Bình, Quảng Đông |
| 36     | Phúc Kiến Thổ Lâu                                                               |          | Văn hóa     | Văn hóa (ii)(iii)(iv)                                  | 2008                                                   |                                                                      | Long Nham, Chương Châu, Phúc Kiến |
| 37     | Tam Thanh Sơn                                                                   |          | Thiên nhiên | Thiên nhiên (vii)                                      | 2008                                                   |                                                                      | Thượng Nhiêu, Giang Tây |
| 38     | Ngũ Đài Sơn                                                                     |          | Văn hóa     | Văn hóa (ii) (iii) (iv) (vi)                           | 2009                                                   |                                                                      | Ngũ Đài, Sơn Tây |
| 39     | Quần thể kiến trúc lịch sử "Thiên Địa chi trung" Đăng Phong                     |          | Văn hóa     | Văn hóa (iii) (vi)                                     | 2010                                                   |                                                                      | Đăng Phong, Hà Nam |
| 40     | Trung Quốc Đan Hà                                                               |          | Thiên nhiên | Thiên nhiên (vii) (viii)                               | 2010                                                   |                                                                      | Thái Ninh, Phúc Kiến Tân Ninh, Hồ Nam Nhân Hóa, Quảng Đông Quý Khê, Giang Tây Giang Sơn, Chiết Giang Xích Thủy và Tập Thủy, Quý Châu                                                                             |
| 41     | Tây Hồ                                                                          |          | Văn hóa     | Văn hóa (ii) (iii) (vi)                                | 2011                                                   |                                                                      | Hàng Châu, Chiết Giang |
| 42     | Thượng Đô                                                                       |          | Văn hóa     | Văn hóa (ii) (iii) (iv) (vi)                           | 2012                                                   |                                                                      | Chính Lam, Nội Mông |
| 43     | Di chỉ hóa thạch Trừng Giang                                                    |          | Thiên nhiên | Thiên nhiên (viii)                                     | 2012                                                   |                                                                      | Trừng Giang, Vân Nam |
| 44     | Tân Cương Thiên Sơn                                                             |          | Thiên nhiên | Thiên nhiên (vii) (ix)                                 | 2013                                                   |                                                                      | Aksu, Ili, Bayingolin, Xương Cát thuộc Tân Cương |
| 45     | Ruộng bậc thang Ha Ni Hồng Hà                                                   |          | Văn hóa     | Văn hóa (iii) (v)                                      | 2013                                                   |                                                                      | Hồng Hà, Vân Nam |
| 46     | Con đường tơ lụa: Mạng đường Trường An- Hành lang Thiên Sơn                     |          | Văn hóa     | Văn hóa (ii) (iii) (v) (vi)                            | 2014                                                   |                                                                      | Hà Nam, Thiểm Tây, Cam Túc, Tân Cương |
| 47     | Đại Vận Hà                                                                      |          | Văn hóa     | Văn hóa (i) (iii) (iv)                                 | 2014                                                   |                                                                      | Bắc Kinh, Thiên Tân, Hà Bắc, Hà Nam, Sơn Đông, An Huy, Giang Tô, Chiết Giang |
| 48     | Các di chỉ Thổ ty                                                               |          | Văn hóa     | Văn hóa (ii) (iii)                                     | 2015                                                   |                                                                      | Hồ Nam, Hồ Bắc, Quý Châu |
| 49     | Cảnh quan văn hóa Nghệ thuật đá Hoa Sơn Tả Giang                                |          | Văn hóa     | Văn hóa (iii) (vi)                                     | 2016                                                   |                                                                      | Sùng Tả, Quảng Tây |
| 50     | Lâm khu Thần Nông Giá                                                           |          | Thiên nhiên | Thiên nhiên (ix)(x)                                    | 2016                                                   |                                                                      | Thần Nông Giá, Hồ Bắc |
| 51     | Thanh Hải Hoh Xil                                                               |          | Thiên nhiên | Thiên nhiên (vii)(x)                                   | 2017                                                   |                                                                      | Thanh Hải |
| 52     | Cổ Lãng Tự: Khu định cư quốc tế lịch sử                                         |          | Văn hoá     | Văn hoá (ii)(iii)(iv)(vi)                              | 2017                                                   |                                                                      | Hạ Môn, Phúc Kiến |
| 53     | Phạm Tịnh sơn                                                                   |          | Thiên nhiên | Thiên nhiên (x)                                        | 2018                                                   |                                                                      | Đồng Nhân, Quý Châu |
| 54     | Các khu bảo tồn chim di trú dọc theo Bờ biển Hoàng Hải - Vịnh Bột Hải           |          | Thiên nhiên | Thiên nhiên (x)                                        | 2019                                                   |                                                                      | Diêm Thành, Giang Tô |
| 55     | Di tích khảo cổ của thành phố Lương Chử                                         |          | Văn hóa     | Văn hóa (iii)(iv)                                      | 2019                                                   |                                                                      | Dư Hàng và Đức Thanh, Chiết Giang |
| 56     | Tuyền Châu: Trung tâm thương mại của Thế giới dưới triều Tống-Nguyên            |          | Văn hóa     | Văn hóa (iv)                                           | 2021                                                   |                                                                      | Tuyền Châu, Phúc Kiến |
| 57     | Cảnh quan văn hóa rừng trà cổ trên núi Cảnh Mại ở Phổ Nhĩ                       |          | Thiên nhiên | Thiên nhiên (iii)(v)                                   | 2023                                                   |                                                                      | Vân Nam |
| 58     | Sa mạc Badain Jaran                                                             |          | Thiên nhiên | Thiên nhiên (vii)(viii)                                | 2024                                                   |                                                                      | Nội Mông |
| 59     | Bắc Kinh trung trục tuyến                                                       |          | Văn hóa     | Văn hóa (iii)(vi)                                      | 2024                                                   |                                                                      | Bắc Kinh |

## Danh sách dự kiến
Tính đến năm 2024, Trung Quốc hiện có 60 di sản dự kiến:
- Khu bảo tồn tự nhiên Đông Trại Cảng (1996)
- Khu bảo tồn tự nhiên Cá sấu Dương Tử (1996)
- Khu bảo tồn tự nhiên Hồ Bà Dương (1996)
- Khu thắng cảnh Quế Giang tại Quế Lâm (1996)
- Vịnh Nha Long, Tam Á (2001)
- Thắng cảnh Tam Hiệp (2001)
- Thắng cảnh Kim Phật sơn (2001)
- Thiên Khanh Địa Phùng và khu vực vành đai của nó (2001)
- Thắng cảnh Hoa Sơn (2001)
- Nhạn Đãng Sơn (2001)
- Sông Nam Khê (2001)
- Hang đá Mạch Tích Sơn (2001) (Đã là một phần của Di sản thế giới Con đường tơ lụa) (2001)
- Ngũ Đại Liên Trì (2001)
- Đảo Bình Đàm (2001)
- Thương Sơn ở Đại Lý và hồ Nhĩ Hải (2001)
- Các di chỉ nấu rượu của người Hoa (2008)
- Các khu định cư cổ ở Sơn Tây và Thiểm Tây (2008)
- Các thành lũy thời Minh và Thanh (2008)
- Hồ Tây Sấu và Đô thị lịch sử Dương Châu (2008)
- Hệ thống dẫn nước cổ của các thị trấn phía nam sông Trường Giang bao gồm: Chu Trang, Lộ Trực, Ô Trấn, Tây Đường (2008)
- Phượng Hoàng cổ trấn (2008)
- Các di chỉ khảo cổ Nhà nước Nam Việt (2008)
- Bạch Hạc Lương (2008)
- Các làng của người Miêu ở đông nam Quý Châu (2008)
- Karez Wells (2008)
- Các núi linh thiêng của Trung Quốc là một phần mở rộng của Thái Sơn (2008)
- Sa mạc Taklamakan – Các khu rừng Liễu (2010)
- Altay Trung Quốc (2010)
- Karakorum-Pamir (2010)
- Các công trình kiến trúc gỗ thời Nhà Liêu: Phật Cung Tự Thích Ca Tháp, Phụng Quốc tự ở Nghĩa huyện (2013)
- Các di chỉ Văn hóa Hồng Sơn: Ngưu Hà Lương, Hồng Sơn Hậu (2013)
- Các di chỉ lò nung sứ cổ tại Trung Quốc (2013)
- Trục Trung tâm của Bắc Kinh (bao gồm cả Bắc Hải) (2013)
- Tam Phường Thất Hạng (2013)
- Các đồn điền chè cổ trên dãy núi Vân Hải tại Phổ Nhĩ (2013)
- Lăng mộ Tây Hạ (2013)
- Các làng của người Động (2013)
- Kênh đào Linh Cừ (2013)
- Các làng và điêu lâu của người Tạng và Khương (2013)
- Các di chỉ khảo cổ Cổ Thục: Di chỉ Kim Sa, Di chỉ Tam Tinh Đỗi (2013)
- Vũ Lăng Sơn (2015)
- Địa mạo Nhãn Đan Tân Cương (2015)
- Nhãn Đan Đôn Hoàng (2015)
- Thiên Trụ Sơn (2015)
- Tỉnh Cương Sơn–Bắc Vũ Di Sơn (mở rộng của Khu thắng cảnh Vũ Di Sơn) (2015)
- Thục Đạo (2015)
- Khu vực lịch sử Cổ Cách (2015)
- Đoạn Con đường tơ lụa (2016)
- Quản Sầm Sơn–Lư Nha Sơn, Hãn Châu (2017)
- Nơi sinh và Cảnh quan của tộc người thiểu số Hulunbuir (2017)
- Hồ Thanh Hải (2017)
- Thắng cảnh và khu vực lịch sử của các núi và hồ thiêng (Núi Kailash, Gurla Mandhata, Hồ Manasarovar và Hồ Lhanag-tso) (2017)
- Thái Hành Sơn (2017)
- Cảnh quan rừng và núi lửa trên Dãy núi Trường Bạch (2017)
- Tàn tích cát và hồ Sa mạc Ba Đan Cát Lâm (2019)
- Các địa điểm hóa thạch kỷ Trias tại Quý Châu (2019)
- Thắng cảnh thác nước Hoàng Quả Thụ (2019)
- Rừng mưa nhiệt đới Hải Nam và nơi định cư truyền thống của người Lê (2022)
- Cửa sông sông Mân (Phúc Kiến): Âm sắc sinh thái giữa các vùng địa sinh học biển và trên cạn (2022)
- Địa điểm hóa thạch động vật có vú ở Hòa Chính, Cam Túc (2024)